# Malin Bergtun
Malin Auganæs Bergtun (* 9. März 1997 in Bergen) ist eine norwegische Biathletin.
Bergtun lebt in Lillehammer und studiert an der dortigen Hochschule. Ihr erstes und lange Zeit auch einziges internationales Rennen bestritt sie bei den Biathlon-Juniorenweltmeisterschaften 2018 in Otepää, wo sie im Einzelrennen mit fünf Schießfehlern nur den 54. Platz erreichte.
Bei den norwegischen Meisterschaften gewann Bergtun 2022 das Sprintrennen vor Jenny Enodd und Juni Arnekleiv und wurde im Staffelrennen mit der ersten Mannschaft der Provinz Hordaland – gemeinsam mit Andrine Øverland Hatling und Une Christiane Tronerud Kvelvane Zweite. Im Massenstart erreichte Bergtun auf Rang sechs das Ziel. Bei den norwegischen Meisterschaften gewann sie 2023 im Staffelrennen erneut eine Medaille. Die erste Mannschaft Hordalands mit Bergtun, Ragnhild Femsteinevik und Une Christiane Tronerud Kvelvane erreichte den dritten Platz. In den Einzelrennen erreichte sie keine Top-10-Platzierung.
Im Winter 2023/24 trat Bergtun auch wieder international in Erscheinung. Sie erhielt einen Einsatz bei den Auftaktwettkämpfen des IBU-Cups im finnischen Kontiolahti und wurde dort 58. im Einzelrennen und 24. im Sprint.